# ريتشارد غيست
ريتشارد غيست هو سياسي أمريكي، ولد في 21 نوفمبر 1944 في ألتونا في الولايات المتحدة، وتوفي في 29 أغسطس 2019. نشط حزبياً في الحزب الجمهوري. وقد انتخب عضو مجلس نواب بنسيلفانيا ‏.

## وصلات خارجية
- الموقع الرسمي